# Lupo (nome)
Lupo  è un nome proprio di persona italiano maschile.

## Varianti
- Alterati: Lupicino[2]

### Varianti in altre lingue
- Asturiano: Llope[5]
- Basco: Lupa[5]
- Catalano: Llop[5]
- Francese: Loup[6][7]
- Latino: Lupus[1][4][5][6][7]
- Spagnolo: Lope[5][6][7], Lobo[5]

## Origine e diffusione

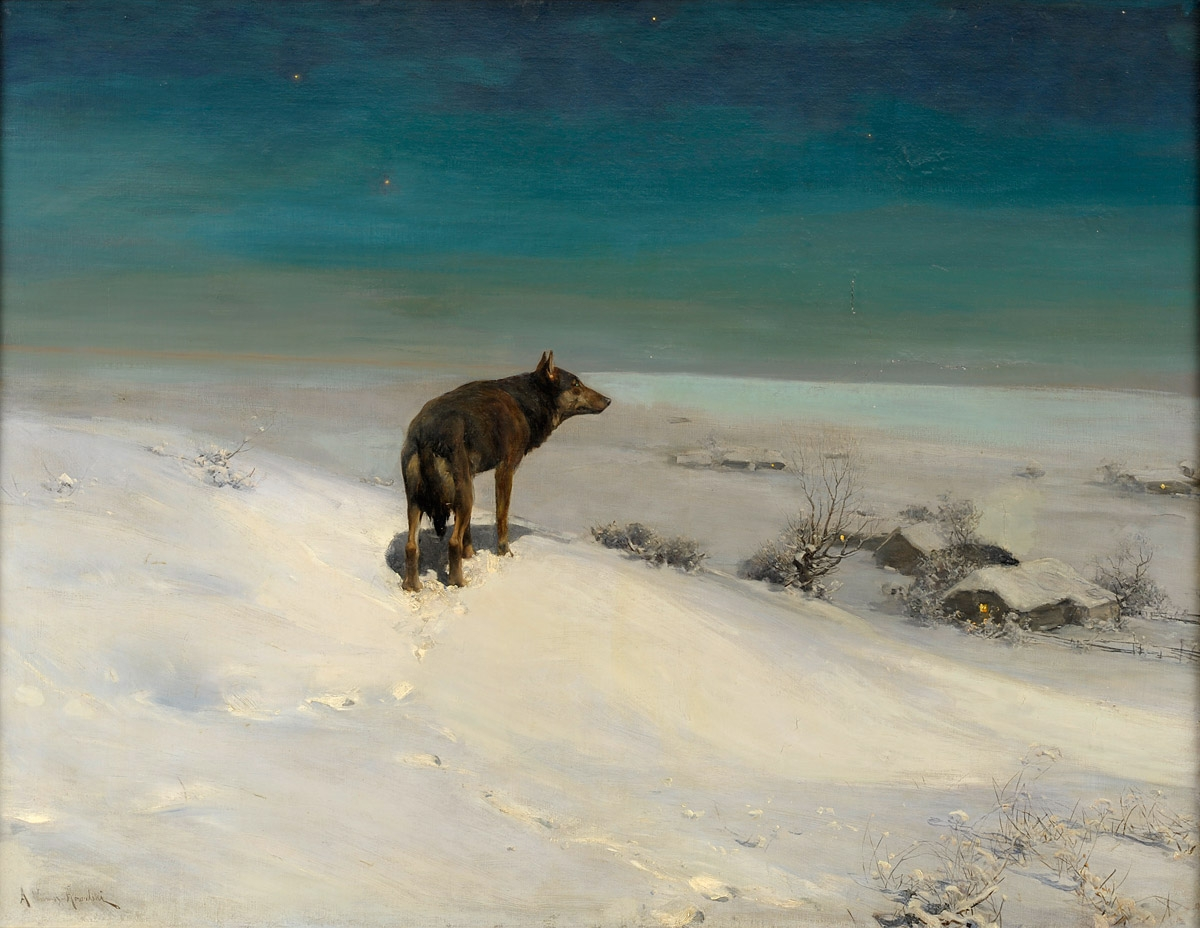
Il lupo, di Alfred Wierusz-Kowalski

Continua il nome latino Lupus, che significa "lupo"; è quindi affine, sul piano semantico, ai nomi Vukašin, Boris, Bleddyn, Ulfo e Farkas.
Attestato come cognomen fra i romani, divenne nome indipendente nel periodo post-classico; al pari di altri nomi ispirati ad animali quali Orso, Leopardo e Leone, era molto comune in epoca medievale, una diffusione aiutata dal culto di svariati santi che si chiamarono così, oltre che, forse, dall'influsso dei vari nomi germanici contenenti l'elemento wulf ("lupo"). Ad oggi è caduto in disuso, ed è molto raro; viene sporadicamente usato solo nel beneventano, riflesso del culto di un santo vescovo locale (peraltro leggendario).

## Onomastico

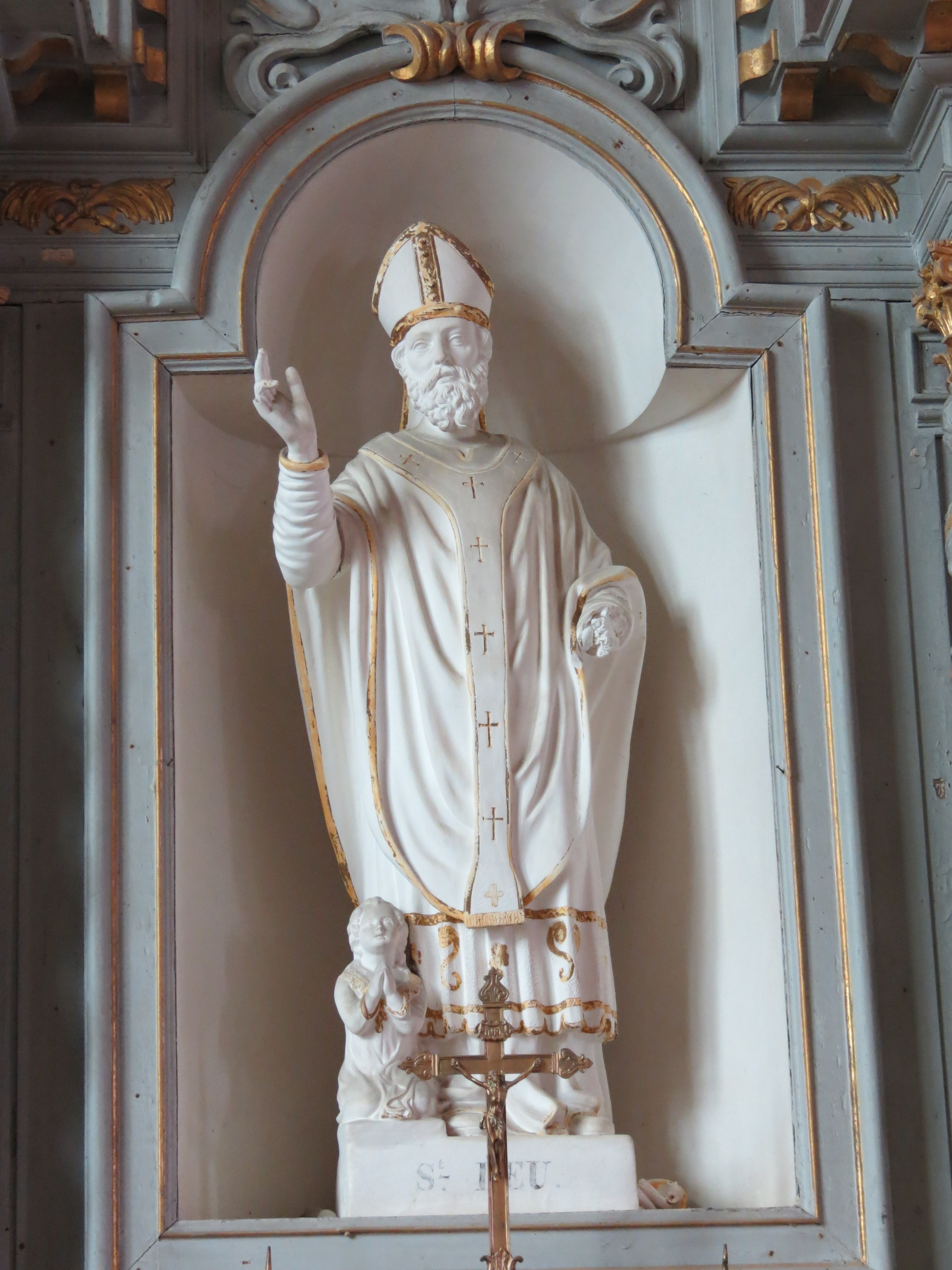
San Lupo di Troyes

L'onomastico si può festeggiare in memoria di vari santi, alle date seguenti (di cui però solo due riportati sul martirologio moderno, il santo del 23 agosto e il beato del 17 novembre):
- 27 gennaio, san Lupo, vescovo di Chalon-sur-Saône[1][9]
- 3 febbraio, san Lupicino, vescovo di Lione[3][10]
- 21 marzo, san Lupicino, abate a Lauconne (oggi Saint-Lupicin)[3][10]
- 3 maggio, san Lupo, martire in Armenia[1]
- 19 maggio, beato Lupo da Sagra, religioso mercedario operante a Granada[11]
- 22 maggio, san Lupo, vescovo di Limoges[1][11]
- 22 maggio, san Lupicino, vescovo di Verona[10]
- 31 maggio, san Lupo, martire a Gerona[1][9]
- 31 maggio, san Lupo, martire sulla via Aurelia presso Roma[9]
- 1º giugno, san Lupo, martire a Tessalonica (o a Roma)[1][9]
- 9 giugno, san Lupo da Bergamo[1]
- 19 giugno, san Lupo, padre di santa Grata di Bergamo, martire con la moglie santa Adleida (entrambi probabilmente leggendari)[11]
- 23 giugno, beato Lupo de Paredes, religioso mercedario a Santa Maria di Logroño[11]
- 24 giugno, san Lupicino, recluso presso Lipidiacum[10]
- 29 luglio, san Lupo, vescovo di Troyes nel V secolo, che secondo la leggenda convinse Attila a risparmiare la città[1][3][6][9][11]
- 23 agosto, san Lupo o Luppo, martire a Novi (oggi Čezava), Mesia Inferiore[1][11][8]
- 1º settembre, san Lupo, vescovo di Sens[1][3][11]
- 24 settembre (o 25 settembre[1][3][5][9]), san Lupo, monaco e poi vescovo di Lione[11]
- 14 ottobre, san Lupo, martire a Cesarea in Cappadocia[1][9]
- 17 ottobre, san Lupo, vescovo di Angers[1]
- 19 ottobre, san Lupo, nipote di Remigio di Reims, vescovo di Soissons[1][9][11]
- 25 ottobre, san Lupo, vescovo di Bayeux[1][9]
- 17 novembre, beato Lupo Sebastiano Hunot, sacerdote, uno dei martiri dei pontoni di Rochefort[11][8]
- 2 dicembre, san Lupo, vescovo di Verona[1][3][9]

## Persone
- Lupo II, patriarca di Aquileia
- Lupo I d'Aquitania, duca d'Aquitania e di Guascogna
- Lupo II d'Aquitania, duca di Guascogna
- Lupo del Friuli, duca del Friuli
- Lupo III di Guascogna, duca di Guascogna
- Lupo di Sens, vescovo francese
- Lupo di Spoleto, duca di Spoleto
- Lupo di Troyes, religioso e vescovo francese
- Lupo di Francesco, scultore e architetto italiano
- Lupo Protospata, cronista italiano
- Lupo Servato, abate e filologo francese

### Variante Lope

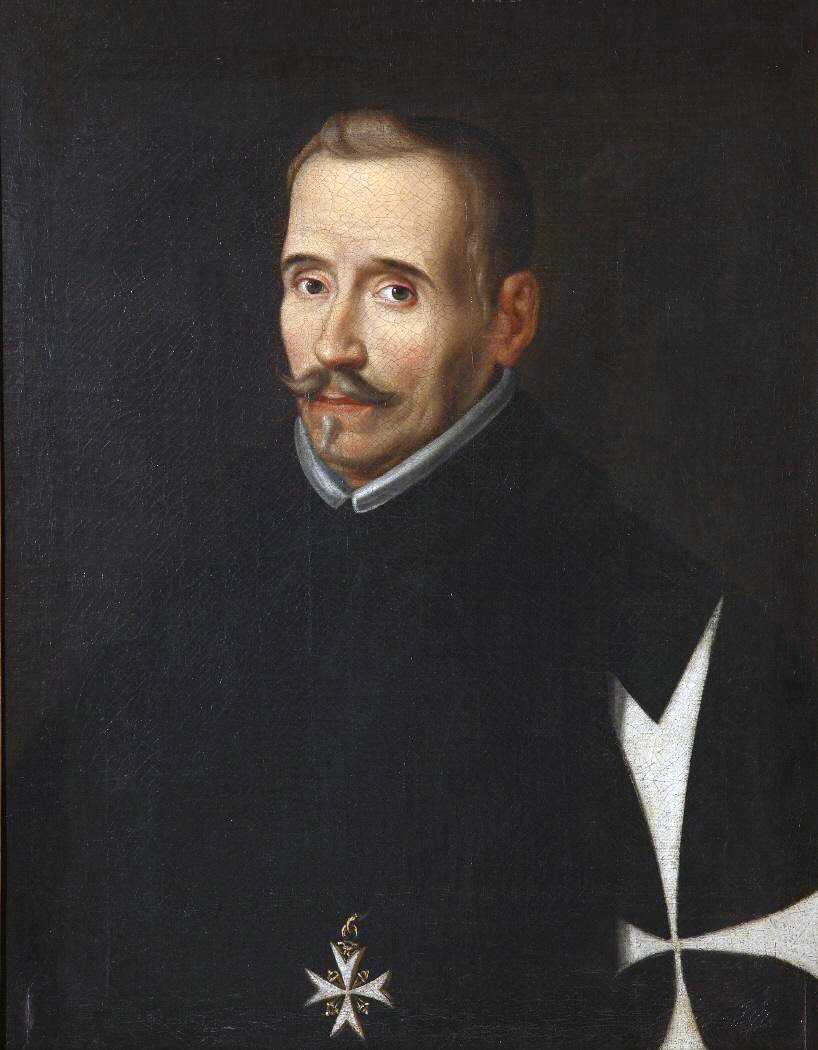
Lope de Vega

- Lope de Aguirre, conquistador spagnolo
- Lope de Rueda, drammaturgo spagnolo
- Lope de Ulloa y Lemos, viceré del Perù
- Lope de Vega, scrittore, poeta e drammaturgo spagnolo
- Lope Díaz de Haro, nobile biscaglino
- Lope Díez de Armendáriz, nobile spagnolo
- Lope García de Castro, viceré del Perù
- Lope III Ximénez de Urrea y de Bardaixi, viceré di Sicilia

### Variante Lupus
- Lupus Hellinck, compositore fiammingo

## Il nome nelle arti
- Lupo de' Lupis è un personaggio dell'omonimo cartone animato della Hanna-Barbera.
- Un cacciatore di nome Lupo è uno dei personaggi del romanzo del 1991 Donna di spade di Giuseppe Pederiali.